# Тиманова, Вера Викторовна
Вера Викторовна Тиманова (6 (18) февраля 1855, Уфа — 22 февраля 1942, Ленинград) — российская пианистка. Герой Труда (1926).

## Биография
Вера Викторовна родилась 18 февраля 1855 года в Уфе в семье асессора Оренбургского губернского правления, коллежского асессора Виктора Михайловича Тиманова. Отец рано умер от чахотки, оставив пятилетнюю дочь и трех её младших сестер.
Получила домашнее музыкальное образование; талант юной пианистки помог развить работавший в Уфе Людвиг Новицкий. В девять лет дала первый концерт в зале Дворянского собрания, исполняя нелегкие сочинения Шопена, Калькбреннера, а также концерт Моцарта. Затем училась в Петербургской консерватории на средства уфимского мецената И. Ф. Базилевского у А. Г. Рубинштейна и П. Л. Петерсона. Для совершенствования мастерства отправилась в Берлин, где три года занималась под руководством Карла Таузига, и наконец провела некоторое время в Веймаре, где стала одной из любимейших учениц Ференца Листа.
После весьма удачных заграничных концертов Тиманова вернулась в Санкт-Петербург, посвятив себя концертной и педагогической деятельности. Её исполнительское искусство высоко ценили П. И. Чайковский и А. П. Бородин. Чайковский посвятил ей Юмористическое скерцо, Эдуард Направник — Русскую фантазию для фортепиано с оркестром (1881), премьеру которой Тиманова с успехом исполнила.
С начала 1900-х гг. давала концерты и преподавала в Санкт-Петербурге (Петрограде) — на курсах Е. П. Рапгофа, во 2-м и 3-м музыкальных техникумах и в Институте музыкального просвещения.
После Октябрьской революции 1917 года Тиманова практически оставила публичную деятельность, не одобряя новой власти. Последние пятнадцать лет жизни Вера Викторовна страдала от нищеты, только после личного прошения ректора Ленинградской консерватории к министру просвещения Анатолия Луначарского ей назначили пенсию в 50 рублей. В 1937 году из-за болезни пианистка потеряла возможность ходить. Даже после повторного прошения за подписью ведущих музыкантов города её повышенная пенсия составила 200 рублей, из которых 150 уходили на услуги сиделки.
Умерла 20 февраля 1942 года, во время блокады Ленинграда, была похоронена в братской могиле № 23 на Пискарёвском кладбище.
Память о выдающейся пианистке бережно хранится в её родном городе Уфе.

## Признание
- Герой Труда (1926)[6].